# 소년 (2009년 영화)
소년(BoY)은 필리핀에서 제작된 아우라에우스 솔리토 감독의 2009년 영화이다.

## 출연
- Aeious Asin - 소년 역
- Aries Pena - Aries 역
- Madelaine Nicolas - 소년의 어머니 역
- Nonie Buencamino - Aries의 아버지 역
- Danton Remoto - 선생 역